# Kumurdo
Kumurdo (gruz. კუმურდო) – wieś w Gruzji, w regionie Samcche-Dżawachetia, w gminie Achalkalaki. W 2014 roku liczyła 1950 mieszkańców.